# سن-فلیکس-دو-والووا، کبک
سن-فلیکس-دو-والووا (به فرانسوی: Saint-Félix-de-Valois) شهری در منطقه شهری ماتاوینی ناحیه لانودییر در استان کبک کانادا است. در سرشماری سال ۲۰۱۱ این شهر ۵٬۸۱۰ نفر جمعیت داشته‌است و مساحت آن ۸۵٫۷۹ کیلومتر مربع است.